# Drei Tage von Westflandern 2008
Die 5. Drei Tage von Westflandern fanden vom 7. bis zum 9. März 2008 statt. Das Radrennen wurde in drei Etappen über eine Distanz von 542,2 Kilometern ausgetragen. Es war Teil der UCI Europe Tour und war in die Kategorie 2.1 eingestuft.

## Etappen
| Etappe    | Tag     | Start – Ziel                           | km    | Etappensieger        | Führender            |
| --------- | ------- | -------------------------------------- | ----- | -------------------- | -------------------- |
| 1. Etappe | 7. März | Kortrijk – Bellegem                    | 176   | Aurélien Clerc       | Aurélien Clerc       |
| 2. Etappe | 8. März | Torhout – Handzame                     | 180,5 | Jauheni Hutarowitsch | Jauheni Hutarowitsch |
| 3. Etappe | 9. März | Omloop der Vlaamse Ardennen – Ichtegem | 185,7 | Bobbie Traksel       | Bobbie Traksel       |